# Classic Stupidity
Classic Stupidity är Voice of a Generations debutalbum, utgivet på CD och LP på Burning Heart Records 1997.

## Låtlista
1. "Nasty Box"
2. "Bluejackets"
3. "I Believe in Tony and His Written Words of Equality"
4. "Did Not"
5. "What a Joke"
6. "Pink Jimmie"
7. "Street Revolution"
8. "It's Up to You"
9. "Poem"
10. "Education"
11. "Cheated"
12. "Your Own Scam"
13. "Dropped"
14. "Ultra Special"

## Medverkade musiker
- Kim Belly - gitarr
- Simon - bas
- Charlie Voice - sång
- El Diablo - trummor
- Nicko - gitarr

### Fotnoter
1. ↑  ”Classic Stupidity”. Discogs.com. http://www.discogs.com/Voice-Of-A-Generation-Classic-Stupidity/release/2642921. Läst 25 januari 2012.